# 象潟湖
象潟湖（英語：Elephant Lagoon），是南極洲的潟湖，位於南喬治亞群島，處於庫克灣以南，長0.6公里，由英國的研究隊所命名，該潟湖由英國海外領土管轄。